# مسابقات قهرمانی درساژ جهان
مسابقات قهرمانی درساژ جهان نام مسابقات بین‌المللی درساژ است که هر چهار سال یکبار برگزار می‌شود. برترین سوارکاران و اسبها در این مسابقات به صورت انفرادی و تیمی شرکت می‌کنند. از سال ۱۹۹۰ میلادی مسابقات قهرمانی درساژ جهان به‌طور یکجا در بازی‌های جهانی سوارکاری و همراه با مسابقات قهرمانی دیگر رشته‌های سوارکاری برگزار می‌شود.

## نتایج انفرادی
| برندگان مدال انفرادی | برندگان مدال انفرادی | برندگان مدال انفرادی | برندگان مدال انفرادی             | برندگان مدال انفرادی                    | برندگان مدال انفرادی                         |
| -------------------- | -------------------- | -------------------- | -------------------------------- | --------------------------------------- | -------------------------------------------- |
| سال                  | مکان                 | رویداد               | طلا                              | نقره                                    | برنز                                         |
| ۱۹۶۶                 | برن                  | انفرادی              | یوزف نکرمان با اسب ماریانو       | هری بولت با اسب رموس                    | راینر کلیمکه با اسب دوکس                     |
| ۱۹۷۰                 | آخن                  | انفرادی              | یلنا پتوشکاوا با اسب پیپل        | لیزلوت لینزنهاف با اسب پییاف            | ایوان کیزیموف با اسب آیکور                   |
| ۱۹۷۴                 | کپنهاگ               | انفرادی              | راینر کلیمکه با اسب محمد         | لیزلوت لینزنهاف با اسب پییاف            | کریستین اشتوکلبرگر با اسب گرانات             |
| ۱۹۷۸                 | گودوود               | انفرادی              | کریستین اشتوکلبرگر با اسب گرانات | اووه شولتن-بامر با اسب زیلبوریتز        | جنی لوریستون-کلارک با اسب داچ کریج           |
| ۱۹۸۲                 | لوزان                | انفرادی              | راینر کلیمکه با اسب آلریک        | کریستین اشتوکلبرگر با اسب گرانات        | اووه شولتن-بامر با اسب مدرس                  |
| ۱۹۸۶                 | سیدر ولی             | انفرادی              | آن گرت ینسن با اسب مرزوگ         | کریستین اشتوکلبرگر با اسب گوگوین د لولی | یوهان هینمان ایدیئال                         |
| ۱۹۹۰                 | استکهلم              | انفرادی              | نیکول اوفوف با اسب رمبرند        | کیرا کیرکلند با اسب ماتادور             | مونیکا تیئودورسکو با اسب گامینیدس            |
| ۱۹۹۴                 | لاهه                 | ویژه                 | ایزابل ورت با اسب جیگولو         | نیکول اوفوف با اسب رمبرند               | سون روتنبرگر با اسب دوندولو                  |
| ۱۹۹۴                 | لاهه                 | آزاد                 | انکی فان گرونسون با اسب بن‌فایر   | کلاوس بالکنهول با اسب گلدسترن           | کارین ریباین با اسب دونرهرال                 |
| ۱۹۹۸                 | رم                   | انفرادی              | ایزابل ورت با اسب جیگولو         | انکی فان گرونسون با اسب بن‌فایر          | اولا زالتزگبر با اسب راستی                   |
| ۲۰۰۲                 | خرز ده لا فرونترا    | انفرادی              | نادین کپلمان با اسب فاربنفرو     | بئاتریس فرر-سالات با اسب بووله          | اولا زالتزگبر با اسب راستی                   |
| ۲۰۰۶                 | آخن                  | ویژه                 | ایزابل ورت با اسب ساچمو          | انکی فان گرونسون با اسب سالینرو         | آندریاس هلگسترند با اسب متین                 |
| ۲۰۰۶                 | آخن                  | آزاد                 | انکی فان گرونسون با اسب سالینرو  | آندریاس هلگسترند با اسب متین            | ایزابل ورت با اسب ساچمو                      |
| ۲۰۱۰                 | لکسینگتون            | ویژه                 | ادوارد گل با اسب توتیلاس         | لورا بکتولزهایمر با اسب میسترال هجریس   | استفن پیترز با اسب راول                      |
| ۲۰۱۰                 | لکسینگتون            | آزاد                 | ادوارد گل با اسب توتیلاس         | لورا بکتولزهایمر با اسب میسترال هجریس   | استفن پیترز با اسب راول                      |
| ۲۰۱۴                 | نرماندی              | ویژه                 | شارلوت دوژاردین با اسب والگرو    | هلن لانگهننبرگ با اسب دامون هیل         | کریستینا اشپرهه با اسب دسپارادوس             |
| ۲۰۱۴                 | نرماندی              | آزاد                 | شارلوت دوژاردین با اسب والگرو    | هلن لانگهننبرگ با اسب دامون هیل         | ادلین گورنلیسن با اسب پارزیوال               |
| ۲۰۱۸                 | تریون                | ویژه                 | ایزابل ورت با اسب بلا رز         | لورا گریوز با اسب وردادز                | شارلوت دوژاردین با اسب مانت سنت جان فریستایل |
| ۲۰۱۸                 | تریون                | آزاد                 | مسابقات به توفند فلورنس لغو شد.  | مسابقات به توفند فلورنس لغو شد.         | مسابقات به توفند فلورنس لغو شد.              |
| ۲۰۲۲                 | هرنینگ               | ویژه                 | شارلوت فرای با اسب گلموردیل      | کاترین دوفور واموس آمیگوس               | دینیا فان لیر با اسب هرمز                    |
| ۲۰۲۲                 | هرنینگ               | آزاد                 | شارلوت فرای با اسب گلموردیل      | کاترین دوفور با اسب واموس آمیگوس        | دینیا فان لیر با اسب هرمز                    |

## نتایج تیمی
| برندگان مدال تیمی | برندگان مدال تیمی | برندگان مدال تیمی                                                           | برندگان مدال تیمی                                                              | برندگان مدال تیمی                                                                | برندگان مدال تیمی |
| ----------------- | ----------------- | --------------------------------------------------------------------------- | ------------------------------------------------------------------------------ | -------------------------------------------------------------------------------- | ----------------- |
| سال               | مکان              | طلا                                                                         | نقره                                                                           | برنز                                                                             |                   |
| ۱۹۶۶              | برن               | آلمان غربی · راینر کلیمکه · هری بولت · یوزف نکرمان                          | سوئیس                                                                          | اتحاد جماهیر شوروی                                                               |                   |
| ۱۹۷۰              | آخن               | اتحاد جماهیر شوروی · ایوان کالیتا · ایوان کیزیموف · یلنا پتوشکاوا           | آلمان غربی                                                                     | آلمان شرقی                                                                       |                   |
| ۱۹۷۴              | کپنهاگ            | آلمان غربی · راینر کلیمکه · لیزلوت لینزنهاف · کارین اشلوتر                  | اتحاد جماهیر شوروی                                                             | سوئیس                                                                            |                   |
| ۱۹۷۸              | گودوود            | آلمان غربی · اووه شولتن-بامر · هری بولت · گابریلا گریلو                     | سوئیس                                                                          | اتحاد جماهیر شوروی                                                               |                   |
| ۱۹۸۲              | لوزان             | آلمان غربی · اووه شولتن-بامر · گابریلا گریلو · راینر کلیمکه                 | سوئیس · کریستین اشتوکلبرگر · دوریس رمزیر · کلر کخ                              | دانمارک · آن گرت ینسن · تووه یورک-یورکستون · فین ساکسو-لارسن                     |                   |
| ۱۹۸۶              | سیدر ولی          | آلمان غربی · راینر کلیمکه · هربرت کروگ · جینا کاپلمان · یوهان هینمان        | هلند · آنماری سندرز-کیسر · برت روتن · تینکه بارتلس · هلن اوبر                  | سوئیس · کریستین اشتوکلبرگر · اولریش لمان · دوریس رمزیر · دانیل رمزیر             |                   |
| ۱۹۹۰              | استکهلم           | آلمان · نیکول اوفوف · مونیکا تیئودورسکو · سون روتنبرگر · ان-کاترین لینزنهاف | اتحاد جماهیر شوروی · اولگا کلیمکا · والری تیشکاف · نینا منکوا · یوری کافشوف    | سوئیس · ساموئل شاتزمن · کریستین اشتوکلبرگر · سیلویا اکل · دانیل رمزیر            |                   |
| ۱۹۹۴              | لاهه              | آلمان · ایزابل ورت · کلاوس بالکنهول · کارین ریباین · نیکول اوفوف            | هلند · سون روتنبرگر · انکی فان گرونسون · الن بونچیه                            | ایالات متحده آمریکا · رابرت دوور · گری راکول · کارول لاوول · کتلین رین           |                   |
| ۱۹۹۸              | رم                | آلمان · اولا زالتزگبر · نادین کپلمان · کارین ریباین · ایزابل ورت            | هلند · گونلین روتنبرگر · الن بونچیه · کبی فان بالن · انکی فان گرونسون          | سوئد · آنت سولمل · اولا هوکانسون · لوئیس ناتهورست · یان برینک                    |                   |
| ۲۰۰۲              | خرز ده لا فرونترا | آلمان · نادین کپلمان · اولا زالتزگبر · کلاوس هوزنبت · ان-کاترین لینزنهاف    | ایالات متحده آمریکا · دبی مک‌دونالد · لیسا ویلکاکس · سوزان بلینکس · گونتر سئیدل | اسپانیا · بئاتریس فرر-سالات · رافائل سوتو · خوان آنتونیو خیمنز · ایگناسیو رامبلا |                   |
| ۲۰۰۶              | آخن               | آلمان · نادین کپلمان · ایزابل ورت · هایکه کمه · هوبرتوس اشمیت               | هلند · ایمکه شلکن-بارتلس · لورنس فان لییرن · ادوارد گل · انکی فان گرونسون      | ایالات متحده آمریکا · استفن پیترز · دبی مک‌دونالد · لزلی مورس · گونتر سئیدل       |                   |
| ۲۰۱۰              | لکسینگتون         | هلند · ادوارد گل · ایمکه شلکن-بارتلس · هانس پیتر میندرهاود · ادلین گورنلیسن | بریتانیا · لورا بکتولزهایمر · کارل هستر · فییونا بیگوود · ماریا ایلبرگ         | آلمان · ایزابل ورت · کریستوف کوشل · ماتیاس الکساندر رات · آنابل بالکنهول         |                   |
| ۲۰۱۴              | نرماندی           | آلمان · ایزابل ورت · هلن لانگهننبرگ · کریستینا اشپرهه · فابین لوتکمایر      | بریتانیا · شارلوت دوژاردین · کارل هستر · مایکل ایلبرگ · گرت هیوز               | هلند · ادلین گورنلیسن · هانس پیتر میندرهاود · دیدرک فان شلفهات · ادوارد گل       |                   |
| ۲۰۱۸              | تریون             | آلمان · جسیکا فان بردو-ورند · دوروتی اشنایدر · زونکه روتنبرگر · ایزابل ورت  | ایالات متحده آمریکا · استفن پیترز · آدریان لایل · کیسی پری-گلس · لارا گریوز    | بریتانیای کبیر · اسپنسر ویلتون · امیل فوری · کارل هستر · شارلوت دوژاردین         |                   |